# Pete Rose

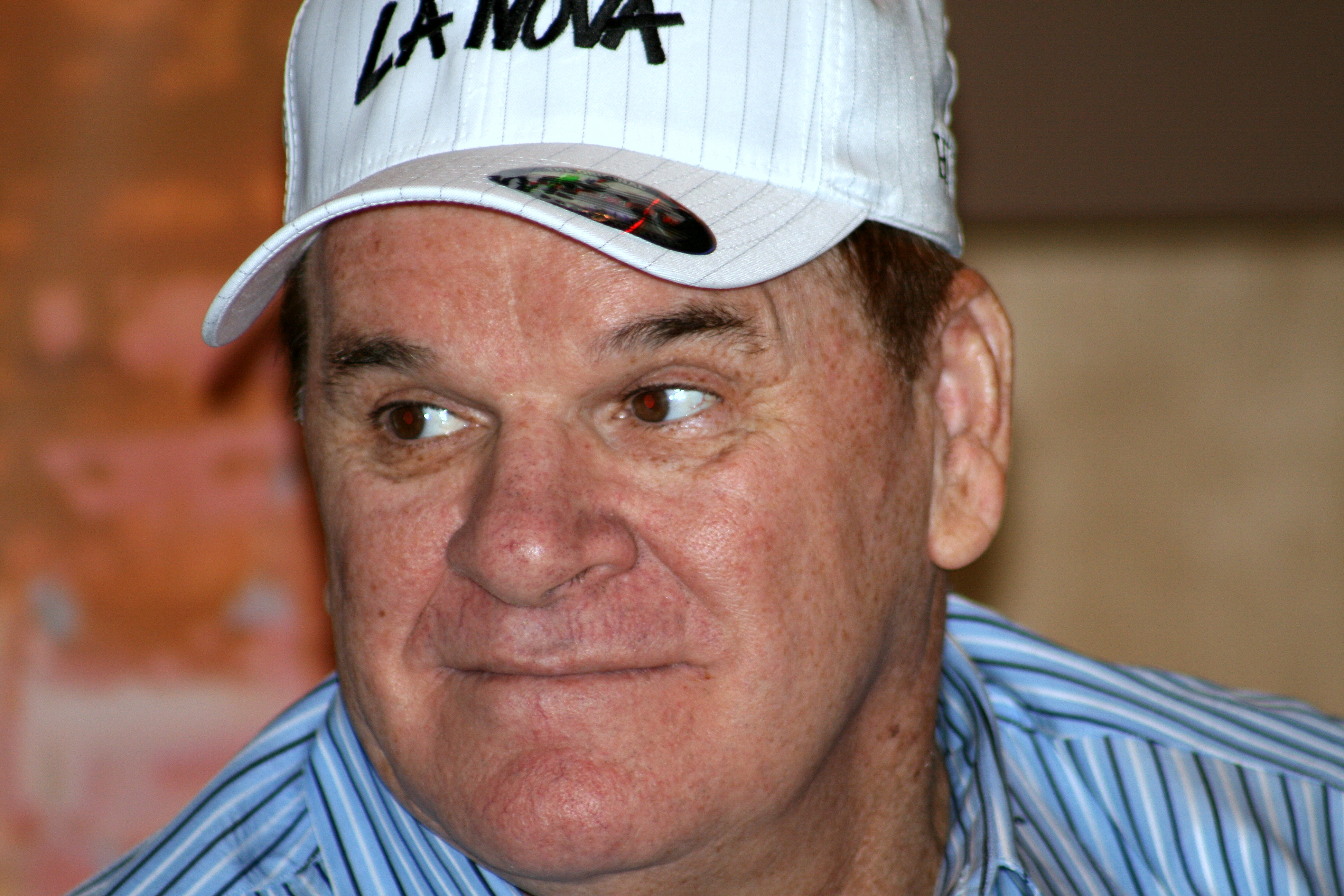
Pete Rose 2008.

Peter Edward "Pete" Rose, född 14 april 1941 i Cincinnati, Ohio, död 30 september 2024 i Las Vegas, Nevada, var en amerikansk professionell basebollspelare som spelade 24 säsonger i Major League Baseball (MLB) 1963–1986. Rose var outfielder, förstabasman, tredjebasman och andrabasman.
Rose är den spelare i MLB som slagit flest hits och spelat flest matcher, 4 256 respektive 3 562. Han togs ut till MLB:s all star-match 17 gånger, vann National Leagues Rookie of the Year Award 1963 och MVP Award 1973 samt World Series MVP Award 1975. Dessutom vann han en Gold Glove Award 1969 och 1970 och en Silver Slugger Award 1981. Han var med och vann World Series tre gånger, 1975, 1976 och 1980.
Efter Roses karriär framkom att han som aktiv och som tränare satsat pengar på matcher i amerikansk fotboll, basket och baseboll. Rose var på grund av spelanklagelserna portförbjuden från MLB sedan 1989. I början av 2015 bad han kommissarien Rob Manfred att överväga om straffet skulle bestå och parterna träffades i september samma år. Beslutet kom i december 2015 och innebar att avstängningen skulle bestå. Samtidigt klargjorde kommissarien att han inte ansåg att detta innebar att Rose var portad från National Baseball Hall of Fame.
I juni 2016 blev Rose invald i Cincinnati Reds hall of fame och dagen efter pensionerade Reds hans tröjnummer 14. I september samma år vädjade han till National Baseball Hall of Fame att göra honom valbar trots avstängningen från MLB, men hans vädjan fick inget gehör. I juni 2017 avtäcktes en staty av Rose utanför Cincinnati Reds hemmaarena Great American Ball Park, men senare samma år fick han inte vara med när klubben skulle fira sina gamla stjärnor eftersom det framkommit uppgifter som gjorde gällande att han hade haft en sexuell relation med en underårig flicka på 1970-talet.